# Brachylogia
Brachylogia (gr. βραχυλογία brakhylogía), brewilokwencja (łac. breviloquentia) – figura retoryczna polegająca na zwięzłości wypowiedzi, krótkości, treściwości, lapidarności, zwartości  wyrażenia.
Przykład brachylogii we fragmencie wiersza Jerzego Jurandota:

Karny. Trudno. Takie prawo.
Rozbieg. Strzał. W poprzeczkę... Klawo!
Bramkarz wybił. Kilka pięter.
Tamci. Nasi. Prawy center.